# Королёв, Павел Михайлович
Павел Михайлович Королёв (29 июля 1915, Крицкие — 1 марта 1998) — участник Великой Отечественной войны. Герой Советского Союза (1945).

## Биография
Окончил 7 классов, работал в колхозе, затем в Ленинграде на паровозостроительном заводе. В Красной Армии в 1936—1939 годах и с июня 1941 года. Участвовал в походе советских войск в Западную Белоруссию в 1939 году.
С 3 ноября 1941 года воевал на Западном, Брянском, 1-м Украинском фронтах. В 1942 году окончил армейские курсы младших лейтенантов. Командир батареи 528-го пушечного артиллерийского полка капитан Королёв отличился в боях по удержанию и расширению плацдарма на левом берегу реки Одер в районе города Олау. С 27 января по 4 февраля артиллеристы отбили 11 контратак противника и нанесли ему значительный урон в боевой технике и живой силе. 5 февраля враг подтянул резервы, потеснил стрелковые подразделения и окружил наблюдательный пункт войск РККА. Королёв организовал его круговую оборону и вызвал огонь своей артиллерии на себя. В этот день расчёты пушек отбили 14 вражеских атак и отстояли плацдарм. Звание Героя Советского Союза П. М. Королёву было присвоено 27 июня 1945 года.
В 1947 году окончил Высшую офицерскую артиллерийскую школу в Ленинграде. С 1957 года майор П. М. Королёв — в запасе. Жил в Виннице, работал в Винницком областном комитете ДОСААФ.
Умер 1 марта 1998 года. Похоронен на Центральном кладбище в Виннице.

## Награды
- Медаль «Золотая Звезда» Героя Советского Союза № 6880.
- Орден Ленина.
- Орден Отечественной войны I степени.
- Орден Отечественной войны II степени.
- 2 ордена Красной Звезды.
- Медали.

## Память
- Имя П. М. Королёва на Аллее Героев Советского Союза — уроженцев Городокского района (2020), ул. Баграмяна в Городке (Витебская область). На стеле нанесен QR-код, позволяющий узнать информацию, посмотреть архивные фотографии и документы Героя.